# Sant Jaume de Graell
Sant Jaume de Graell és una església d'Oliana (Alt Urgell) inclosa a l'Inventari del Patrimoni Arquitectònic de Catalunya.

## Descripció
Edifici religiós d'una nau de planta rectangular coberta amb fusta. El parament és a base de pedres irregulars sense desbastar i unides amb fang. Als peus de la nau hi trobem un petit campanar d'espadanya. Davant de la façana hi ha un porxo amb tres entrades d'arc de mig punt.

## Història
El diumenge més proper a la festa de Sant Jaume se celebra un aplec a l'ermita de Sant Jaume de Graell.